# Anne-Kathrin Berger

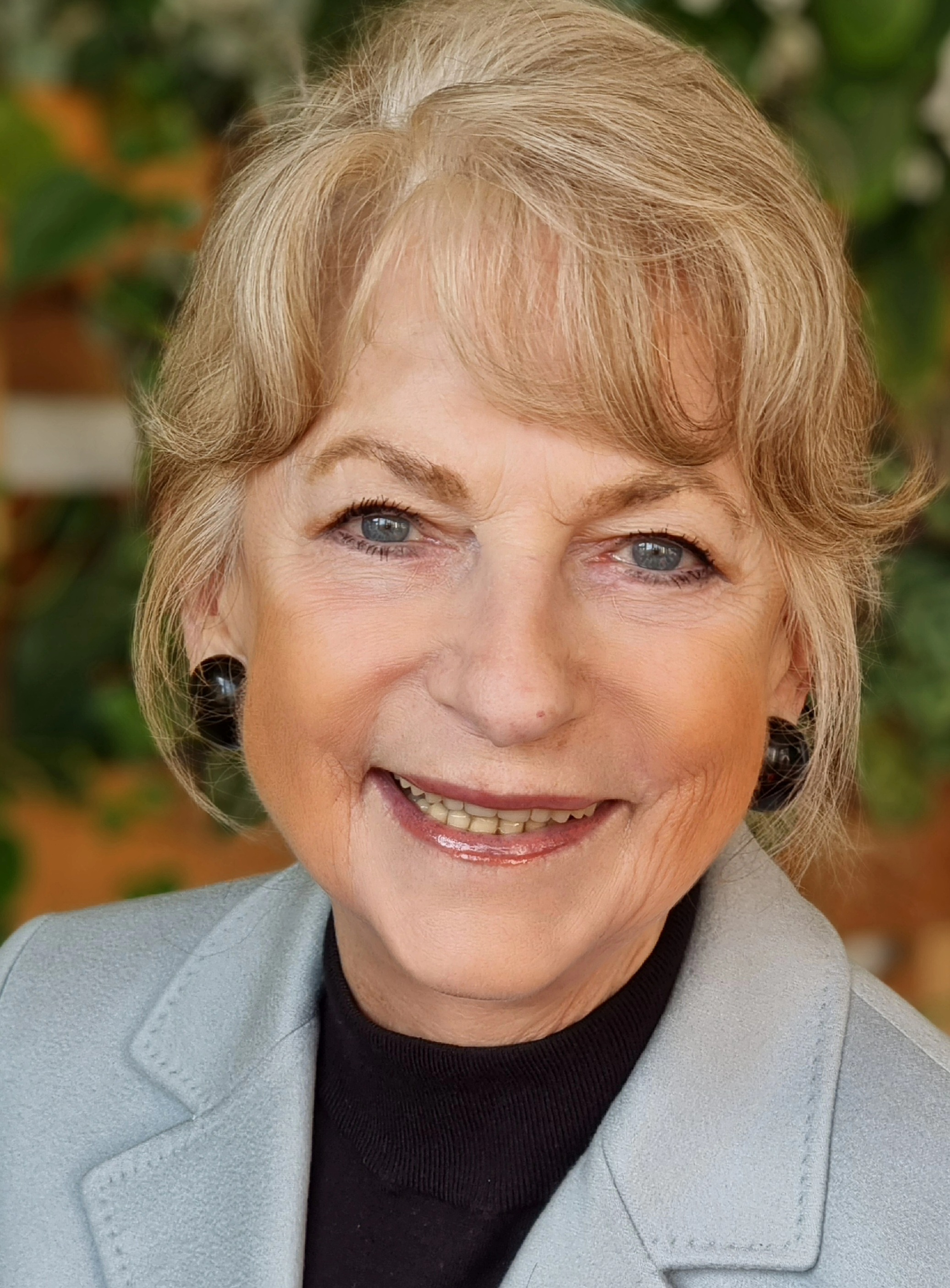
Anne-Kathrin Berger (2023)

Anne-Kathrin Berger (* 1943 in Magdeburg) ist eine deutsche Journalistin. Sie war von 2002 bis 2006 Regierungssprecherin des Landes Sachsen-Anhalt.

## Leben

### Ausbildung und Persönliches
Anne-Kathrin Berger wuchs in Magdeburg auf und verbrachte dort auch ihre Grundschulzeit bis zu ihrer Flucht mit ihren Eltern nach Duisburg, wo sie das Gymnasium besuchte. Sie heiratete früh und bekam drei Söhne. Von ihrem Mann, der Fotografenmeister war, lernte sie Fotografieren.

### Werdegang und Wirken
Berger war zunächst als freie feste Mitarbeiterin für die Wolfenbütteler Zeitung tätig und wurde auch als Hausfotografin für Jägermeister beauftragt. Sie trat 1975 als Lokalredakteurin bei BILD Hannover ein, später war sie bis 1990 verantwortliche Redakteurin für Kommunal- und Landespolitik. Sie stieg 1990 zur Leiterin der Regionalredaktion BILD Hannover auf und war dies bis 2002. In dieser Funktion war sie Chefredakteurin für die EXPO-Berichterstattung der Bild.
Berger war von 2002 bis 2006 unter Ministerpräsident Wolfgang Böhmer (CDU) Regierungssprecherin des Landes Sachsen-Anhalt und Leiterin des Presse- und Informationsamtes.
Im Jahr 2007 wurde sie als Moderatorin bei h1, freie Autorin für Tageszeitungen und Magazine und PR-Beraterin tätig.

### Mitgliedschaften
- Medien-Fachausschuss der CDU Sachsen-Anhalt
- Kuratorium der Diakonie-Stiftung
- Vorstand der Malawi-Stiftung

## Auszeichnungen
- Verdienstkreuz 1. Klasse des Niedersächsischen Verdienstorden (2001)